# زیگفرید شوتیشیک
زیگفرید شوتیشیک (لهستانی: Zygfryd Szołtysik؛ زادهٔ ۲۴ اکتبر ۱۹۴۲) بازیکن فوتبال اهل لهستان بود.
از باشگاه‌هایی که در آن بازی کرده‌است می‌توان به باشگاه فوتبال گورنیک زابژه و باشگاه فوتبال والنسین اشاره کرد.
وی به‌همراه تیم ملی فوتبال لهستان به مقام قهرمانی بازی‌های المپیک تابستانی ۱۹۷۲ دست پیدا کرده‌است.